# Şanlıurfa (prowincja)
Prowincja Şanlıurfa (tur. Şanlıurfa İli) – jednostka administracyjna w Południowo-Wschodniej Anatolii (Güneydoğu Anadolu Bölgesi), położona przy granicy z Syrią. Zamieszkana jest głównie przez Turków i Kurdów. W przeszłości była centrum ziem należących do Osroeny i Hrabstwa Edessy.

## Dystrykty

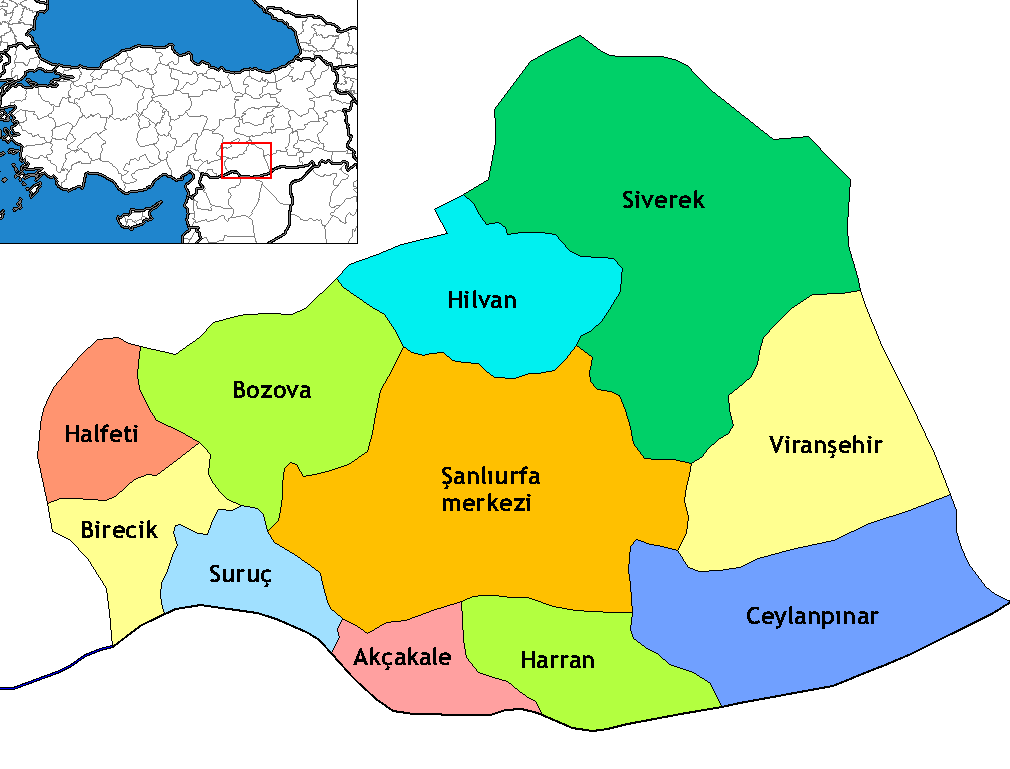
Dystrykty w prowincji Şanlıurfa

Prowincja Mardin dzieli się na jedenaście dystryktów:
- Akçakale
- Birecik
- Bozova
- Ceylanpınar
- Halfeti
- Harran
- Hilvan
- Şanlıurfa
- Siverek
- Suruç
- Viranşehir